# Thraulodes limbatus
Thraulodes limbatus is een haft uit de familie Leptophlebiidae. De wetenschappelijke naam van de soort is voor het eerst geldig gepubliceerd in 1936 door Navás.
De soort komt voor in het Neotropisch gebied.